# Гандоссо
Гандоссо, Ґандоссо (італ. Gandosso) — муніципалітет в Італії, у регіоні Ломбардія,  провінція Бергамо.
Гандоссо розташоване на відстані близько 470 км на північний захід від Рима, 60 км на схід від Мілана, 19 км на схід від Бергамо.
Населення — 1505 осіб (2014).
Щорічний фестиваль відбувається 2 липня. Покровитель — Annunciazione.

## Демографія
Населення за роками:

Станом на 1 січня 2023 року в муніципалітеті офіційно проживали 123 іноземці з 12 країн, серед них 20 громадян країн Євросоюзу та 7 громадян України.

## Сусідні муніципалітети
- Кароббіо-дельї-Анджелі
- Кастеллі-Калепіо
- Кредаро
- Грумелло-дель-Монте
- Трескоре-Бальнеаріо